# Корм'янський район
Корм'янський район (біл. Кармянскі раён) — адміністративна одиниця на північному сході Гомельської області. Районний центр — селище міського типу Корма.

## Географія

### Територія
Площа району: 940 км кв (21-ше місце)
37 % території — лісу.

### Розташування
Район межує із Славгородським і Краснопольським районами Могильовської області, Чечерським і Рогачовським районами Гомельської області.

### Водна система
Основні ріки — Сож, Корм'янка, Добрич, Кляпинка, Коселянка і Горна. У районі створено 12 штучних озер, багато озер у заплаві Сожу.

## Природа
37 % території зайнято лісами.

## Історія
Результати археологічних розкопок свідчать, що заселятися території у басейні річки Сож почали заселятися з давніх часів. При проведенні розкопок біля села Струмень був знайдений кам'яний ніж, вік якого оцінюється в 17-18 тис. років. У післяльодовиковий період (10-14 тисячоріч назад) на Посожжі жили племена, що створили гренську культуру. Назву цій культурі дав археологічний пам'ятник в урочищі Гренськ, що перебуває біля села Ворновка Кормянського району.
Район утворений 17 липня 1924 року. До липня 1930 року перебував у складі Могильовського округу. 15 січня 1938 року включений до складу Гомельської області. 25 грудня 1962 року район розформований, його територія передана в Рогачовський, а в січні 1965 року — у Чечерський райони. Відновлений як самостійно адміністративно-територіальна одиниця під нинішньою назвою 30 липня 1966 року.

## Населення
16 500 чоловік (17-те місце), у тому числі в міських умовах проживають 7 500 чоловік. Усього налічується 75 населених пунктів. До аварії на Чорнобильській АЕС у районі налічувалося 104 населених пунктів, населення становило 25,9 тис. чоловік (у тому числі в Кормі проживало 6450 чоловік. Після аварії було відселено 3400 родин (понад 6000 чоловік); були відселені, а потім і ліквідовані 29 населених пунктів; припинили існування два сільськогосподарських підприємства, виведено з обороту 16 800 га сільськогосподарських угідь.

## Економіка
- Друга філія ВАТ «Речицький текстиль» — виготовлення рушників, основна маса верстатів програмується за допомогою перфокарт, (100 % бавовна, що поставляється з міста Вєтки)[1]

## Транспорт
Через район ідуть автомобільні дороги Чечерськ — Корма — Журавичі, Корма — Довськ — Рогачов.